# 比格斯維爾鎮區 (伊利諾伊州亨德森縣)
比格斯維爾鎮區（英語：Biggsville Township）是位於美國伊利諾伊州亨德森縣的一個行政鎮區。

## 地方資料
根據2010年美國人口普查的數據，比格斯維爾鎮區的面積為95.10平方千米，當中陸地面積為94.90平方千米，而水域面積為0.20平方千米。當地共有人口515人，而人口密度為每平方千米5.42人。